# Міністерство авіації (Велика Британія)
Міністе́рство авіації Великої Британії або Повітряне міністерство (англ. Air Ministry) — виконавчий департамент (міністерство) в уряді Великої Британії, що відповідав за безпосереднє керівництво Королівськими повітряними силами Великої Британії в період з 1918 до 1964 року. Політичне керівництво міністерством здійснював Державний секретар авіації.

## Історія
Наприкінці Першої світової війни, зростаюча кількість нальотів німецької авіації на Велику Британію призвела до невдоволення громадськості та посилення вимог щодо того, щоб створити якісь орган управління, котрий переймався б проблемами захисту Королівства з повітря. В результаті британський прем'єр-міністр Ллойд Джордж створив комітет на чолі з генералом Яном Смутсом, якому було доручено дослідити проблеми британської системи ППО та організаційні труднощі, що спіткали Королівський льотний корпус.
17 серпня 1917 року генерал Смутс представив Воєнній раді звіт про майбутнє повітряних сил. Через свій величезний потенціал у «спустошенні ворожих земель та знищенні промислових та густонаселених центрів у великих масштабах» він рекомендував створити Повітряні сили, які б відповідали рівню армії та Королівського флоту. 29 листопада 1917 року створення Повітряних сил отримало Королівську згоду, а Міністерство авіації було сформовано трохи більше місяця пізніше 2 січня 1918 року.
Лорд Ротермер був призначений першим Державним секретарем авіації. Першим начальником штабу Королівських Повітряних сил став майор-генерал Г'ю Тренчард.
1964 році Міністерство авіації злилося з Адміралтейством та Воєнним офісом британської армії в міністерство оборони Великої Британії.

## Призначення
Міністерство авіації у своїй діяльності видавало технічні характеристики для виготовлення літаків, потрібних Королівським ПС, на які британські авіабудівні компанії розробляли прототипи. Після цього їх оцінювала комісія Міністерства, і в разі задоволення вимогам наказом Міністерства літаку присвоювалося ім'я. Така процедура діяла з моменту заснування міністерства до 1940 року. У наступні роки власне виробництво літаків покладалося на Міністерство авіаційної промисловості (1940–46), Міністерство постачання (1946–59), міністерство авіації (1959–67) і, нарешті, міністерство технологій (1967–70).